# Notosudidae
Die Notosudidae (Gr.: noton = rückseitig; Lat.:, sudis = ein Fisch) sind eine Familie von Fischen aus der Ordnung der Eidechsenfischverwandten (Aulopiformes). Sie leben, mit Ausnahme des Nördlichen- und des Südlichen Eismeeres, in allen Weltmeeren, meist in tieferen Wasserschichten.

## Merkmale
Die Fische sind schlank und werden, je nach Art, 11 bis 31 cm lang. Sie haben keine Schwimmblase. Trotz des Lebensraums fehlen auch Leuchtorgane. Entlang des Seitenlinienorgans haben sie 42 bis 66 Schuppen. Die Larven der Notosudidae haben ein bezahntes Maxillare, alle anderen Larven der Eidechsenfischverwandten sind völlig zahnlos.
Flossenformel: Rückenflosse 9–14, Afterflosse 16–21, Brustflosse 10–15.

## Gattungen und Arten
Es gibt 17 Arten in drei Gattungen:
- Gattung Ahliesaurus
  - Ahliesaurus berryi Krefft & Marshall, 1976
  - Ahliesaurus brevis Krefft & Marshall, 1976
- Gattung Luciosudis
  - Luciosudis normani Fraser-Brunner, 1931
- Gattung Scopelosaurus
  - Scopelosaurus adleri Bertelsen, Krefft & Marshall, 1976
  - Scopelosaurus ahlstromi Bertelsen, Krefft & Marshall, 1976
  - Scopelosaurus argenteus Maul, 1954
  - Scopelosaurus craddocki Bertelsen, Krefft & Marshall, 1976
  - Scopelosaurus gibbsi Bertelsen, Krefft & Marshall, 1976
  - Scopelosaurus hamiltoni Waite, 1916
  - Scopelosaurus harryi Mead, 1953
  - Scopelosaurus herwigi Bertelsen, Krefft & Marshall, 1976
  - Scopelosaurus hoedti Bleeker, 1860
  - Scopelosaurus hubbsi Bertelsen, Krefft & Marshall, 1976
  - Scopelosaurus lepidus Krefft & Maul, 1955
  - Scopelosaurus mauli Bertelsen, Krefft & Marshall, 1976
  - Scopelosaurus meadi Bertelsen, Krefft & Marshall, 1976
  - Scopelosaurus smithii Bean, 1925